# Tomáš Bobček
Tomáš Bobček (Ružomberok, 8 settembre 2001) è un calciatore slovacco, attaccante del Lechia Danzica.

## Caratteristiche tecniche
È un centravanti.

## Carriera

### Club
Cresciuto nel settore giovanile del Ružomberok, ha esordito in prima squadra il 2 marzo 2019 in occasione dell'incontro di Superliga pareggiato 0-0 contro lo Zemplín Michalovce.

### Nazionale
Ha giocato nelle nazionali giovanili slovacche Under-17 ed Under-19.

## Palmarès

### Club

#### Competizioni nazionali
- Campionato polacco di seconda divisione: 1

Lechia Danzica: 2023-2024